# Prothipendyl
Prothipendyl (Handelsname in Deutschland und Österreich Dominal) ist ein von Wilhelm Schuler entdeckter Arzneistoff aus der Gruppe der schwach wirksamen trizyklischen Azaphenothiazin-Neuroleptika.

## Geschichtliches
Prothipendyl wurde von Louis Yale Harry und Jack Bernstein entdeckt und 1960 von Olin Mathieson patentiert. Heute wird Prothipendyl unter dem Handelsnamen Dominal von Teva vertrieben. Für die Ampullen ist in Deutschland die fiktive Arzneimittelzulassung (Altregistrierung nach dem Arzneimittelgesetz von 1961) erloschen.

## Chemische Eigenschaften

Phenothiazin-Grundgerüst

Azaphenothiazin-Grundgerüst

Prothipendyl ist der einzige Vertreter aus der Subgruppe der Azaphenothiazine. Es besteht eine enge chemische Strukturverwandtschaft zu den Phenothiazinen. Beim Prothipendyl ist ein Benzolring im Phenothiazinmolekül durch einen Pyridinring ersetzt. Pharmazeutisch verwendet wird das Salz Prothipendylhydrochlorid-1-Wasser (INN). Es ist ein pastellgelbes bis gelbgrünliches, kristallines, geruchloses Pulver mit der Formel C16H19N3S · HCl · H2O und einem Schmelzpunkt von 108 bis 112 °C (als Anhydrat 177 bis 178 °C, nach Sintern bei 176 °C).

## Pharmakologische Eigenschaften

### Wirkungsmechanismus (Pharmakodynamik)
Prothipendyl gehört zu den schwach wirkenden, trizyklischen Neuroleptika der ersten Generation. Zusätzlich zur antipsychotischen Wirkung verfügt Prothipendyl über antihistaminerge, antiemetische und sedierende Eigenschaften. In höherer Dosierung wirkt der Arzneistoff aufgrund seines sedativ-hypnotischen Effekts schlafanstoßend. Pharmakologisch ist Prothipendyl ein Antagonist des Dopamins an den D2-D1-Rezeptoren sowie am Serotonin-Rezeptor 5-HT2A. Es hat keine Affinität zum GABA-Rezeptor (an den Benzodiazepine binden). Die D2-Rezeptor-Blockade in der Area postrema des Hirnstamms wird für den antiemetischen Effekt verantwortlich gemacht. Die neuroleptische Potenz wird als „Chlorpromazin-Index“ (CPZi) angegeben und beträgt für Prothipendyl 0,7 (im Vergleich zur Referenzsubstanz Chlorpromazin 1,0).

### Aufnahme und Verteilung im Körper (Pharmakokinetik)
Die orale Bioverfügbarkeit beträgt 8 bis 15 Prozent für Tropfen und Filmtabletten, für Dragees ist sie etwas niedriger. Nach Einnahme der Tropfen werden nach circa einer Stunde die maximalen Wirkspiegel erreicht, eine bis anderthalb Stunden dauert es bei den Filmtabletten oder Dragees. Wegen des First-Pass-Effektes in der Leber sind die Plasmakonzentrationen nach oraler Gabe niedriger als nach parenteraler. Effekte (Müdigkeit, Schlaf) werden bereits bei Plasmaspiegeln von 5 ng/ml beobachtet. Der Wirkstoff wird stark an Plasmaproteine gebunden. Die Plasmahalbwertszeit von Prothipendyl beträgt zwei bis drei Stunden und ist somit die kürzeste aller gebräuchlichen Phenothiazine. Nach parenteraler Verabreichung beträgt die renale Clearance 13 ml/kg/min, was relativ hoch ist. Das Verteilungsvolumen ist mit 3 l/kg in einem für die Substanzklasse normalen Bereich. Auch nach wiederholter Gabe ist mit einer Bioakkumulation nicht zu rechnen. Prothipendyl wird vorwiegend über die Leber verstoffwechselt und über Urin und Kot ausgeschieden. Die terminale Eliminationsphase kann bis zu drei Wochen dauern.

## Klinische Angaben
Prothipendyl hat eine schwache antipsychotische Potenz. Es besitzt eine starke Antihistaminwirkung sowie muskulotrop-spasmolytische und antiemetische Eigenschaften. In höherer Dosierung wirkt Prothipendyl aufgrund seines sedativ-hypnotischen Effekts schlafanstoßend. Wegen der schwachen antipsychotischen Wirkung wird der Arzneistoff trotz seiner geringen Nebenwirkungen selten als Basisneuroleptikum angewandt.

### Anwendungsgebiete (Indikationen)
Zur Dämpfung bei psychomotorischen Unruhe- und Erregungszuständen im Rahmen psychiatrischer Grunderkrankungen.
Psychomotorische Unruhe- und Erregungszustände bei Schizophrenien, bipolaren Störungen, agitiert-depressiven Verstimmungen anderer Genese, epileptischer Reizbarkeit, symptomatischen Psychosen, organisches Psychosyndrom, Entziehungskuren, Organneurosen, Angst- und Zwangsstörungen bzw. Arteriosklerose der Hirngefäße.

### Gegenanzeigen (Kontraindikationen)
Bekannte Überempfindlichkeit gegen Prothipendyl. Akute Intoxikationen mit Alkohol, Schlafmitteln, Analgetika und Psychopharmaka, da solche Stoffe in ihrer Wirkung verstärkt werden können. Komatöse Zustände.

### Wechselwirkungen mit anderen Medikamenten
Bei der Kombination mit zentralnervensystemdämpfenden Pharmaka wie Benzodiazepinen, Schlafmitteln, Antihistaminika, Alkohol und Arzneimitteln, welche den Blutdruck senken (Antihypertensiva), kann es durch die pharmakodynamische Eigenwirkung zu gegenseitiger Wirkungsverstärkung kommen. Die Wirkung von Levodopa kann vermindert sein. Prothipendyl kann aufgrund seiner adrenolytischen Eigenschaft die vasokonstriktiven Effekte von Adrenalin und Phenylephrin antagonisieren.

### Anwendung während Schwangerschaft und Stillzeit
- Schwangerschaft: Die Behandlung mit Prothipendyl im ersten Trimenon ist kontraindiziert. Im zweiten und dritten Trimenon sollte die Anwendung nur nach strenger Indikationsstellung und in der niedrigsten wirksamen Dosis unter Berücksichtigung des Risikos für Mutter und Kind erfolgen. Zur Verhinderung von extrapyramidalem Syndrom oder Entzugssyndrom beim Neugeborenen darf das Medikament während der letzten zehn Tage der Schwangerschaft nicht mehr angewendet werden.
- Stillzeit: Es ist nicht bekannt, ob Prothipendyl in die Muttermilch übergeht. Daher soll Prothipendyl in der Stillperiode nicht eingenommen werden.

### Unerwünschte Wirkungen (Nebenwirkungen)
Da Prothipendyl leicht hypotensive Eigenschaften hat, können besonders zu Beginn der Therapie orthostatische Kreislaufstörungen auftreten. Mögliche Symptome sind unter anderem arterielle Hypotonie, Vertigo, Tachykardie, in Einzelfällen – nach oraler Applikation von 80 mg und nach intramuskulärer Verabreichung von 40 mg und mehr – bis hin zur Synkope. Eine leichte Gewichtszunahme bei Langzeitbehandlung ist häufig und zum Teil auf die Blockade des 5-HT2A-Rezeptors zurückzuführen. Mundtrockenheit wurde berichtet. Vereinzelt gibt es Fälle von Priapismus oder Phototoxie.
Nach längerer Anwendung in sehr hoher Dosierung (240 mg/d i. m. oder 800 mg/d p. o.) können selten extrapyramidalmotorische Störungen (Spätdyskinesien, Zungenschlundsyndrom, Parkinsonoid) oder Krampfanfälle auftreten.

## Toxikologie
Symptome bei Überdosierung:
- Bei einer Vergiftung treten am häufigsten Bewusstseinsstörungen auf wie Benommenheit, Somnolenz (Schläfrigkeit oder Schlafneigung), Angststörungen, Halluzinationen bis hin zum Koma
- Blutkreislauf: Tachykardie (anhaltend beschleunigter Puls), Blutdruckabfall
- Augenprobleme: Miosis (Verengung der Pupille) und Mydriasis (Weitstellung der Pupille)
- Extrapyramidalmotorisches System: Muskelhypotonie, Dyskinesien sowie Ataxie

## Besondere Warnhinweise zur sicheren Anwendung
Bei Patienten mit Herzinsuffizienz, Leberfunktionsstörungen, Ikterus, Phäochromozytom, fortgeschrittener CO2-Retention oder Parkinson-Krankheit ist eine Dosisreduktion vorzunehmen. Prothipendyl setzt die koordinativen Fähigkeiten herab, weshalb bei der Teilnahme am Straßenverkehr und beim Bedienen von Maschinen Vorsicht geboten ist.